# 加我皓平
加我 皓平（かが こうへい）は、日本の漫画家。 2023年より『ヤングガンガン』（スクウェア・エニックス）にて、『裏でやんちゃな剛院田さん』を連載している。

## 来歴
2016年、『GANMA!』（コミックスマート）にて、「ホムンクルスの生活を描いたギャグコメディ」の『ハカセの気まぐれホムンクルス』の連載を開始。2023年、『ヤングガンガン』6号よりクールビューティーと後輩を描いた『裏でやんちゃな剛院田さん』の連載を開始。

## 作品リスト
- 『ハカセの気まぐれホムンクルス』KADOKAWA〈電撃コミックスNEXT〉全2巻（『GANMA!』2016年8月15日[2] - 2018年6月18日）
  1. 2017年4月27日発売[4]、ISBN 978-4-04-892770-3
  2. 2017年8月26日発売[5]、ISBN 978-4-04-893343-8
- 『裏でやんちゃな剛院田さん』スクウェア・エニックス〈ヤングガンガンコミックス〉既刊2巻（『ヤングガンガン』2023年6号[1] - 連載中） - 連載前の仮タイトルは「噂の剛院田さん（仮）」[6]。
  1. 2023年11月25日発売[7][8]、ISBN 978-4-7575-8917-9
  2. 2024年9月25日発売[9]、ISBN 978-4-7575-9435-7